# Omar El Gouzi
Omar El Gouzi (Peschiera del Garda, 16 agosto 1999) è un ciclista su strada italiano di origine marocchina che corre per il team Albiono Pro Cycling.

## Carriera
Inizia a pedalare all'età di 6 anni presso l'Unione Sportiva Ausonia CSI di Pescantina, dove rimane fino alla categoria Juniores, in cui nel 2017 si aggiudica la vittoria al Trofeo Memorial Luciano Zanetti, ottenendo il titolo di campione provinciale.
Nel 2018 fa il suo esordio negli Under-23, gareggiando per la Viris Maserati-Sisal Matchpoint di Vigevano; veste poi le maglie dell'austriaca Tirol KTM (2019) e della bresciana Iseo Serrature-Rime-Carnovali (2020-2021). Ottiene i migliori risultati nel 2021, al quarto anno: conclude infatti al nono posto il Giro d'Italia Under-23, al settimo il tricolore in linea di categoria a Carmignano e al quarto il Giro della Valle d'Aosta.
Nel 2022 passa professionista con la squadra Bardiani-CSF-Faizanè diretta da Roberto Reverberi. Nei primi mesi dell'anno partecipa tra le altre al Trofeo Laigueglia, alla Milano-Sanremo e al Tour of the Alps.

## Palmarès
- 2017 (Juniores)[3]

Trofeo Memorial Luciano Zanetti

### Altri successi
- 2016 (Juniores)

Classifica giovani Giro di Basilicata

## Piazzamenti

### Classiche monumento
- Milano-Sanremo

2022: 120º
- Giro di Lombardia

2022: 97º

### Competizioni mondiali
- Campionati del mondo

Glasgow 2023 - In linea Elite: ritirato